# Związek Karoliński
Związek Karoliński – patriotyczne (narodowe) stronnictwo szwedzkie zawiązane w przededniu I wojny światowej, propagujące wzmocnienie armii, ofensywną politykę zagraniczną i wsparcie w działaniach zbrojnych państw centralnych.